# André Kuyten
Andreas Emilio (André) Kuyten (Amsterdam, 6 september 1937 - ?, 1978) was een Nederlands schrijver en dichter. Hij was de tweelingbroer van Anton Kuyten (pseudoniem Anton Quintana). De vader van de tweeling, zeeman en NSB'er, verliet al vroeg het gezin; Quintana is de naam van hun Baskische moeder, die aan tbc overleed toen de tweeling tien jaar oud was. Ze kwamen toen in het Burgerweeshuis in Amsterdam terecht en daarna in kindertehuis Don Bosco in Scheveningen. Vanaf 1955 bezocht hij het Amsterdamse Instituut voor Kunstnijverheidsonderwijs (Ivkno), de voorloper van de huidige Rietveld Academie, maar vanaf 1958 wierp hij zich helemaal op het schrijven. 
André Kuyten kwam als 'Anton Kuijtenkluiver' voor in de roman Ik Jan Cremer van Jan Cremer. Hij overleed in 1978 op 41-jarige leeftijd. 

## Prijzen
- 1967 - de ANV-Visser Neerlandia-prijs voor Profeet aan zee of Waar blijft de muziek nou?
- 1973 - de ANV-Visser Neerlandia-prijs voor De huisgenoot.